# Otważnoje (przystanek kolejowy)
Otważnoje (ros. Отважное) – przystanek kolejowy w miejscowości Otważnoje, w rejonie bagrationowskim, w obwodzie królewieckim, w Rosji. Położony jest na linii Królewiec – Bagrationowsk.

## Historia
Stacja kolejowa w tym miejscu powstała w okresie przynależności Prus Wschodnich do Niemiec. Początkowo nosiła nazwę Wickbold. Przebudowana do przystanku w okresie sowieckim.